# Pinnaspis hainnanensis
Pinnaspis hainnanensis är en insektsart som beskrevs av Tang 1986. Pinnaspis hainnanensis ingår i släktet Pinnaspis och familjen pansarsköldlöss. Inga underarter finns listade i Catalogue of Life.